# Océano (mitología)

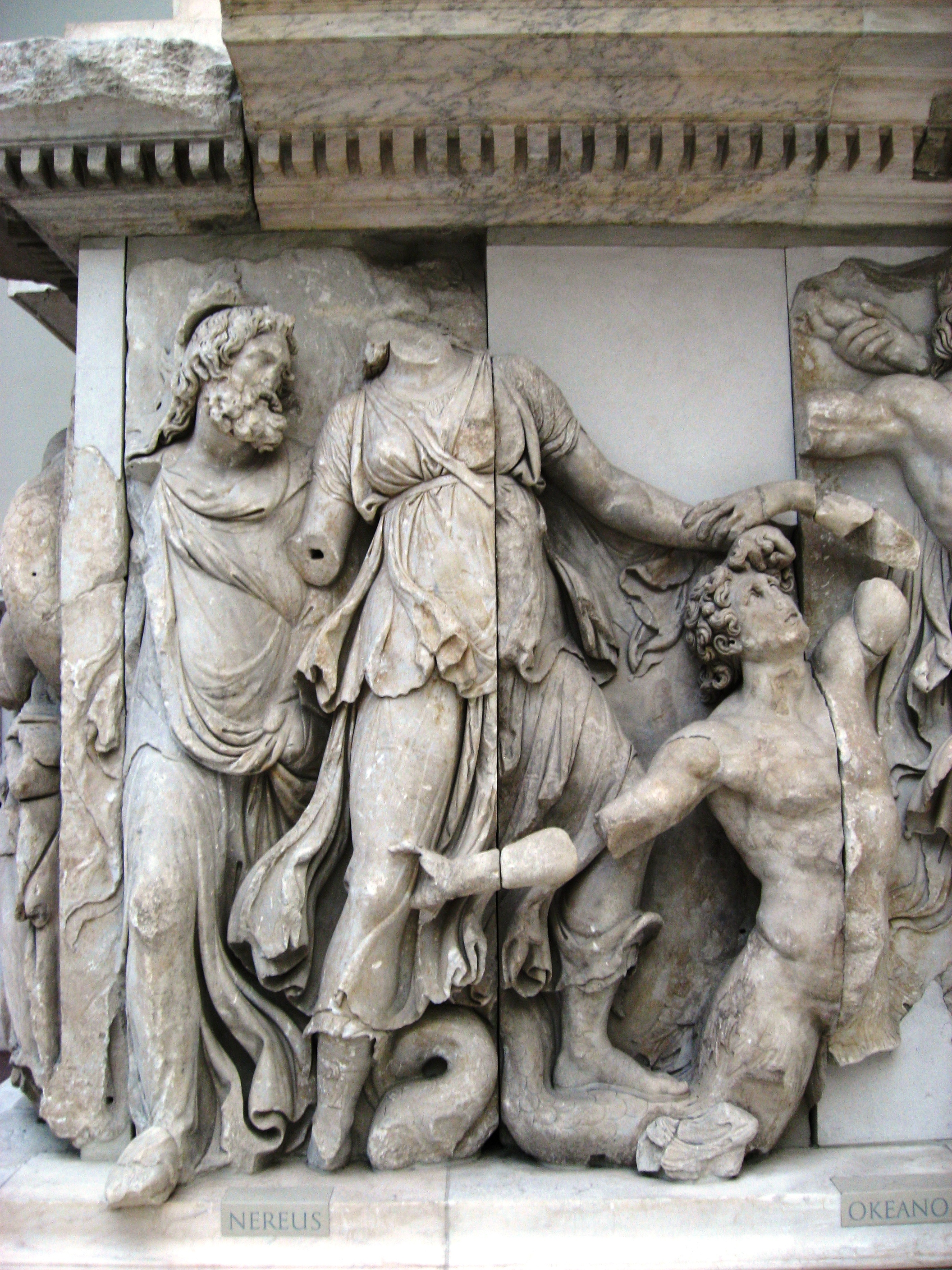
Océano, a la derecha, con cola escamada, en la Gigantomaquia del Altar de Pérgamo.

En la mitología griega y la Antigüedad clásica Océano (en griego: Ώκεᾶνός, Ōkeanós);  dio origen a la voz «océano»); era a la vez un enorme río que circundaba el mundo y el dios que lo personificaba. Hesíodo lo creía uno de los titanes, el hijo primogénito de Urano y Gea, y era el origen de todos los ríos. Para Homero era un dios más primordial, padre y origen del resto de dioses. Higino, en cambio, lo imaginó como un hijo del Éter y la Tierra. Ferécides lo denomina como Ógeno (Ὠγενός, Ōgenós) y autores tardíos con Nereo.
Aunque en los textos mitográficos Océano estaba vinculado al agua dulce, algunos estudiosos creen que con el paso del tiempo Océano llegó a representar todos los cuerpos de agua salada, incluyendo el mar Mediterráneo y el océano Atlántico, las dos mayores masas acuáticas conocidas por los antiguos griegos. Sin embargo, a medida que la geografía se hizo más precisa, Océano pasó a representar las aguas más desconocidas, remotas y extrañas del Atlántico (también llamado «mar Océano»). Los griegos se referían al ponto (πόντος) para referirse al mar, vocablo que en latín se refería a mare, el mar.

## Etimología
La etimología de Océano sigue siendo desconocida. El uso por parte de Ferécides de la forma Ógeno respalda la hipótesis que el nombre griego es un préstamo, sin embargo, según West, no se ha encontrado ningún modelo extranjero ‘muy convincente’. Varios estudiosos han sugerido una derivación semítica, se ha discutido una posible relación con la raíz ʕ-w-g (‘estar torcido’), mientras que otros han optado posibles conexiones indoeuropeas. Cornuto, jugando con la etimología de su nombre, dice que Océano es una suerte de personificación de la rapidez y el rápido fluir de las cosas.

## El río Océano
Los antiguos griegos y romanos se referían al océano mundial y más precisamente a la corriente de agua marina del ecuador en la que flotaba la ecúmene (οἰκουμένη oikoumene). Aunque puede ser tratado en calidad de personificación, como en el Prometeo encadenado de Esquilo lo cierto es que la mayoría de las veces se lo menciona en calidad del río. Hesíodo, por ejemplo, lo menciona varias veces como «río perfecto» (τελήεντος ποταμοῖο) y Homero habla sobre las «corrientes del Océano» (ποταμοῖο λίπεν ῥόον Ὠκεανοῖο). Tanto Homero como Hesíodo dicen del Océano «que refluye en sí mismo» (ἀψορρόου), pues como gran corriente de agua que rodea al mundo vuelve a fluir hacia sí mismo. Hesíodo lo llama «de profundas corrientes» (βαθυδίνης) y Homero «de profunda corriente» (βαθυρρόου). Homero se refiere «al confín del Océano profundo». De la misma manera que se creía que ocupaba el contorno exterior de la tierra era representado «el gran poderío del río Océano a lo largo del borde más extremo del sólido escudo». El río Océano discurre por los extremos de la tierra, cerca del Tártaro, donde «nacen las raíces de la tierra y del mar estéril» y también «los campos Elíseos, al fin de las tierras».

## Océano como deidad
Se dice que cuando Crono se apoderó del Olimpo, Océano, inferior a este, ocupó la parte inferior de la tierra. Tal etiología explica que para los antiguos griegos el Océano no era un mar sino un gran río que circundaba los límites últimos del mundo. Moraba en los confines de la tierra junto a su esposa Tetis. A menudo se dice que Océano no participó en las grandes teomaquias. Apolodoro dice que todos los titanes Uránidas, exhortados por Gea, se rebelaron contra Urano pero que Océano se abstuvo de la lucha. Las Rapsodias dicen que el propio Océano se quedó en su palacio, irritado contra sus hermanos y su madre, tras decidirir no enfrentarse a Urano. En la Teogonía se nos dice que «marchó entonces la primera la inmortal Éstige al Olimpo en compañía de sus hijos, por solicitud hacia su padre»; habiendo solicitado Océano a su hija que se pusiera de parte de Zeus nos da pistas de que Océano al menos no era simpatizante del bando de los titanes. En la Ilíada se nos dice que Océano teme los rayos de Zeus. En la Ilíada también se dice que Hera quedó al cuidado de Océano y Tetis cuando Zeus luchaba contra Crono. Durante el encadenamiento de Prometeo Océano se presentó ante él, apiadándose de su situación, y le sugirió que depusiese su cólera, buscase la liberación de su tormento y aceptase que ahora había un rey nuevo.
En cuanto a la consorte de Océano, según la tradición hesiódica se desposó con su hermana Tetis, y de su unión nacieron las tres mil Oceánides (o ninfas del mar) y todos los Oceánidas, los ríos del mundo. La tradición homérica imaginaba a Océano como un primordial y padre común. Así Hera menciona dos veces en la Ilíada su pretendido viaje «a los confines de la fértil tierra para ver a Océano, padre de los dioses, y a la madre Tetis, los cuales me recibieron de manos de Rea y me criaron y educaron en su palacio». Platón intenta conciliar ambas versiones, y alega, acaso filosóficamente, que «Océano y Tetis fueron hijos de Gea y Urano, de ellos nacieron Forcis, Crono, Rea y todos los de su generación». En una versión tardía se nos dice, en un texto bastante corrupto, que la esposa de Océano era Hermíone, quien le dio a Zeus a las tres Gracias (confundiendo a Tetis con Eurínome). También habla de Europa como la esposa de Océano y madre, de nuevo por Zeus, de Dodoneo; tanto Hermíone (Eurínome) como Europa son citadas como hijas de Océano en las fuentes clásicas. Andrón de Halicarnaso dice que tuvo dos consortes: Ponfólige — un hápax y para West una invención ad hoc — y Parténope. En otras fuentes se dice que el río Océano fue padre de los lagos: «las limnai [‘lagos’], hijas líquidas de Océano». También de las nubes: «nubes siempre vivas, partamos del padre Océano de profundo resonar hacia las cumbres de los elevados montes».
En la Ilíada, la rica iconografía del escudo de Aquiles que había creado Hefesto quedaba encerrada, como se creía que lo estaba el propio mundo, por Océano:

Entonces, corriendo alrededor del borde del escudo, tres veces,
dibujó toda la fuerza de la corriente del Océano.

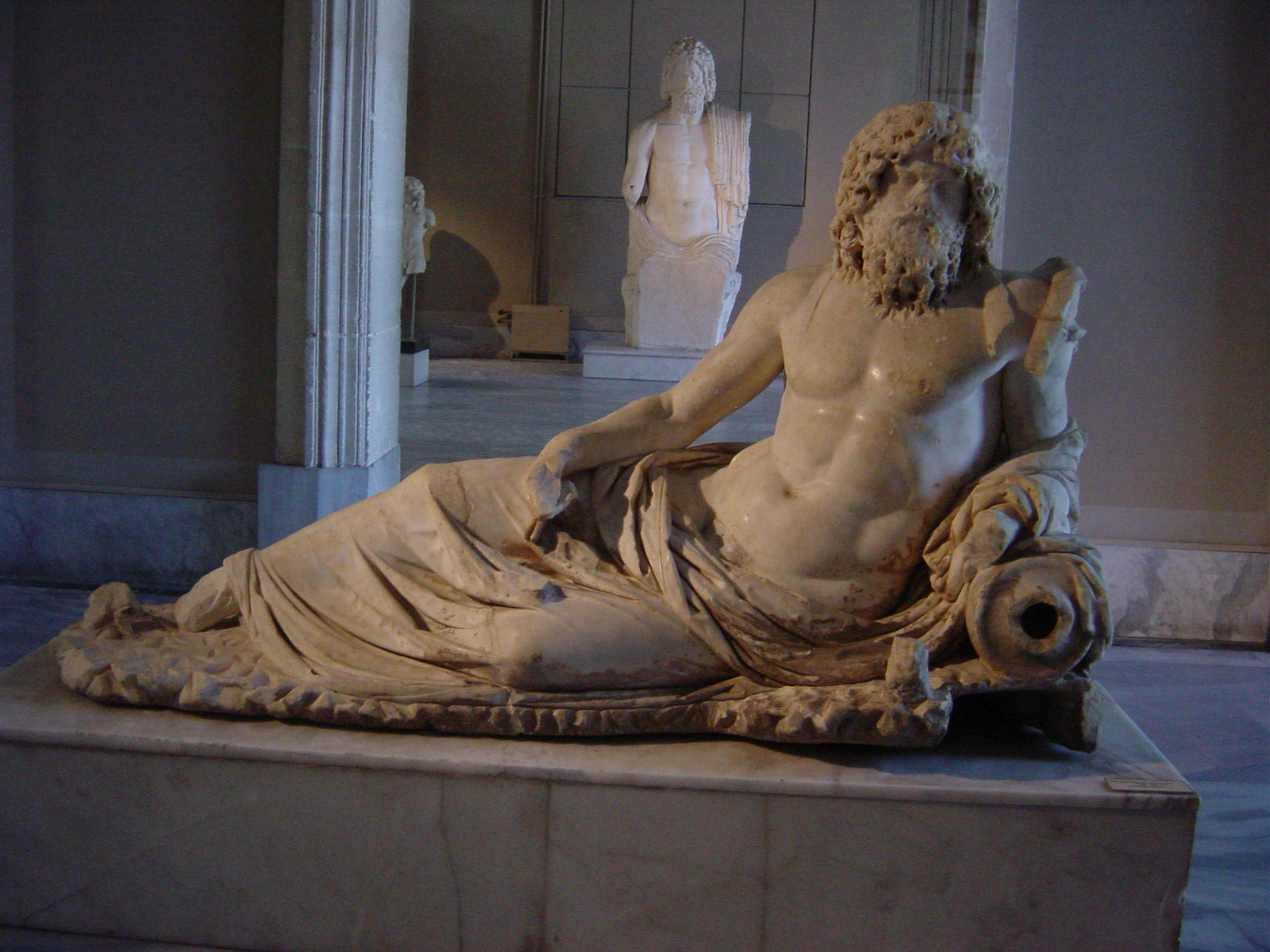
Estatua de Océano procedente de Éfeso, (Museo Arqueológico de Estambul).

Cuando Odiseo y Néstor caminaban juntos por «la orilla del estruendoso mar, dirigían muchos ruegos al dios que abraza la tierra y la sacude» era a Océano y no a Poseidón a quien destinaban sus pensamientos.
Invocado de pasada por los poetas y concebido como el padre de los ríos y arroyos, y por tanto progenitor de las deidades asociadas, Océano aparece una sola vez en los mitos, como un representante del mundo arcaico que Heracles constantemente amenazaba y superaba. Heracles obligó a Helios a prestarle su copa dorada para cruzar la gran extensión del Océano en su viaje a las Hespérides. Cuando Océano sacudió la copa, Heracles lo amenazó con asaetearlo y Océano tranquilizó las olas. El viaje de Heracles en la copa solar por el Océano fue un tema predilecto de los pintores de cerámica ática. 
Océano también fue el primer nombre con el que se conoció al Nilo.

## Descendencia de Océano
| Consorte  | Descendencia y referencias |
| --------- | --- |
| Deméter   | Lo único que se sabe de una tal Dmia es que era hija de Deméter y Océano. |
| Doris     | En un texto corrupto se nos dice que las Nereidas nacieron de Océano y Doris, aunque también se dice en la misma fuente que son hijas de Nereo, y que este es un nombre (metonimia) para el mar. |
| Éter*     | Ampelio dice que la segunda Venus (Afrodita), nacida de la espuma, nació de la unión entre Éter y Océano. Probablemente el autor se refiera a Hémera o Etra. |
| Europa    | Clemente dice que Europa fue una de las esposas de Océano pero no menciona descendencia; en su lugar fue Zeus quien tuvo unión con ella y he aquí que nació Dodoneo, epónimo de Dodona (cf. Dodona). |
| Gea       | La náyade Creúsa, Triptólemo, el dios fluvial Aqueloo, las Sirenas, las Moiras y las Harpías (en este caso identificándose con las Hespérides, en cuanto a que guardan las manzanas de oro). |
| Hermíone  | Clemente dice que Hermíone [Eurínome] fue una de las esposas de Océano pero no menciona descendencia; en su lugar fue Zeus quien tuvo unión con ella y he aquí que nacieron las Gracias: Talia, Eufrósine y Aglaya. |
| Nais      | Con Nais, Naide o una náyade (dependiendo del traductor que se haga a cargo) Océano fue padre de Aqueloo, el príncipe de los ríos. |
| Parténope | Europa y Tracia, quienes dieron sus nombres a las partes de la ecúmene. |
| Ponfólige | Libia y Asia, quienes dieron sus nombres a las partes de la ecúmene. |
| Tetis     | - (a) Con Tetis tuvo a los tres mil dioses fluviales u Oceánidas, entre ellos Alfeo, Aqueloo, Asopo, Cefiso, Erídano, Escamandro, Ínaco, Nilo y Peneo. De la misma unión también nacieron las tres mil ninfas Oceánides, entre ellas Calírroe, Clímene, Doris, Electra, Peito, Éstige, Eurínome, Fílira, Metis, Perseide, y Pléyone. - (b) O bien, según Platón, de manera alternativa Océano y Tetis nacieron Forcis, Crono y Rea. - (c) O, según los textos homéricos, Océano fue padre, con Tetis, de los dioses en general.                          |
| Teya      | Teya o Tía, ora hija de Memnón, ora hija del propio Océano; sea como fuere ella alumbró a los dos cercopes. |
| s/o       | - (a) Sin unión conocida Océano fue padre de Caanto (el único hijo que no es un dios fluvial) y su hermana Melia. - (b) También se dice progenitor de las néfelas (ninfas de las nubes) y las limnas o limnades (ninfas de los lagos). - (c) Una tal Titanis o Titánide, hija de Océano, fue la madre de Atenea en su unión con Palante; esta Atenea es la que impíamente masacró a su padre y está vestida con la piel paterna, como si fuera un vellón. - (d) En las tradiciones posteriores se imagina a Océano como padre de Proteo, Tritón y Nereo. |

## Representaciones y cosmografía

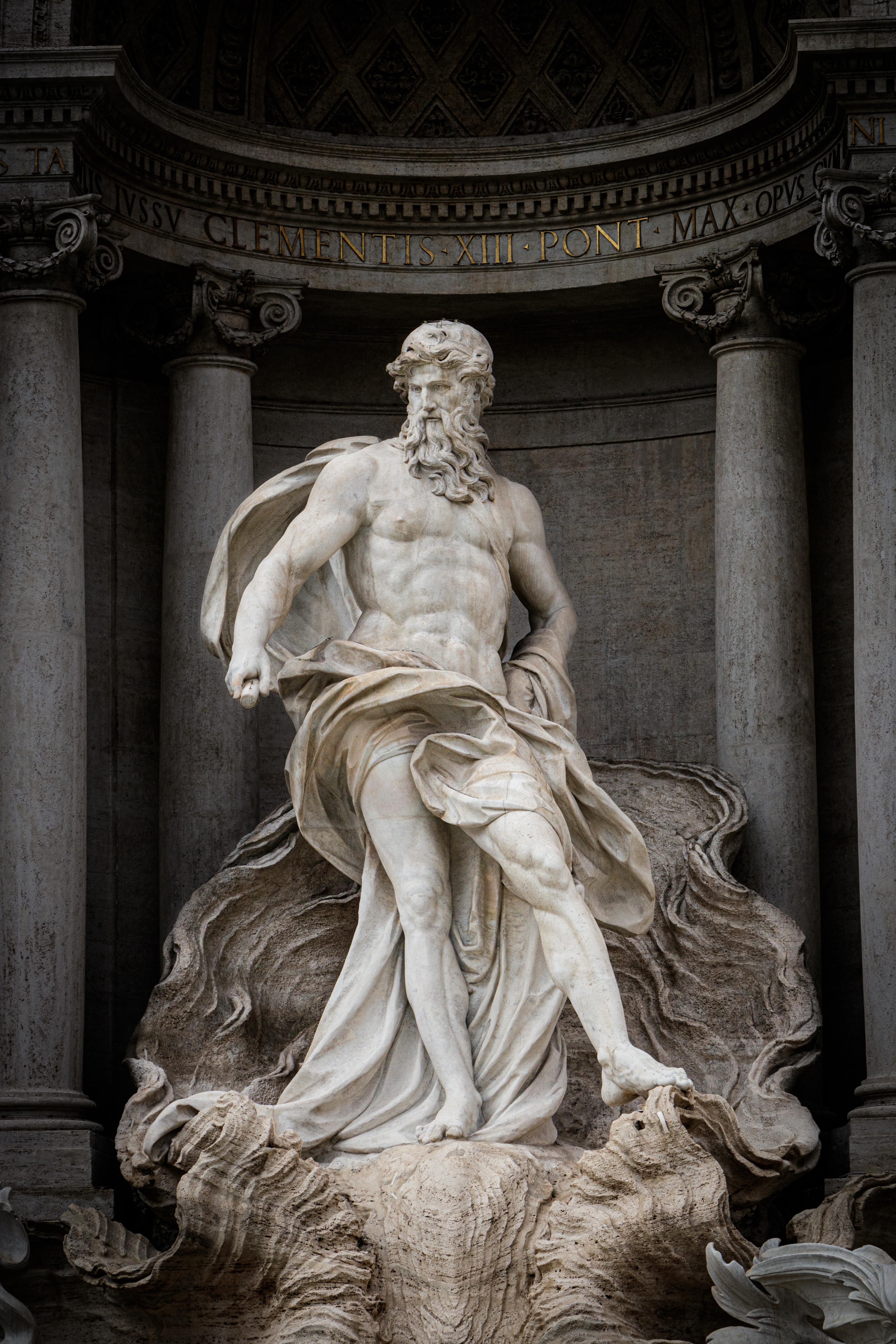
Estatua del titán Océano en la Fontana de Trevi (Roma).

Océano aparece tanto en la cosmografía helénica como en la mitología. Los cartógrafos siguieron representando la corriente ecuatorial circundante de forma similar a como había aparecido en el escudo de Aquiles. Tanto Homero como Hesíodo aluden al Okeanos Potamos, el ‘río océano’.
En los mosaicos helenísticos y romanos (por ejemplo en Océano y Tetis, de Zeugma, siglo III) se representa con frecuencia a este dios con el torso y brazos de un hombre musculoso con barba larga y cuernos (a menudo con pinzas de cangrejo), y con la parte inferior del cuerpo de una serpiente (compárese con Tifón). En fragmentos de una vasija arcaica fechada sobre 580 a. C., entre los dioses que acuden a la boda de Peleo y la ninfa marina Tetis aparece un Océano con cola de pez, llevando un pez en una mano y una serpiente en la otra, dones de recompensa y profecía. En los mosaicos romanos, como el de Bardo, puede aparecer llevando un timón y meciendo un barco.
Aunque Heródoto era escéptico sobre la existencia física de Océano, rechazaba que el deshielo fuera la causa del desbordamiento anual del río Nilo. Según su traductor e intérprete Livio Stecchini, Heródoto dejó sin resolver la cuestión de un Nilo ecuatorial, ya que la geografía del África subsahariana le era desconocida.
Apolonio de Rodas llama al bajo Danubio el Keras Okeanoio (‘Golfo’ o ‘Cuerno de Océano’) en sus Argonáuticas. En la Ora maritima del galio latino del siglo IV Avieno se aplica Accion (‘Océano’) a los grandes lagos.
Hecateo de Abdera escribe que el Océano de los hiperbóreos no es el ártico ni el occidental, sino el mar situado al norte del antiguo mundo griego, llamado «el más admirable de todos los mares» por Heródoto, el «inmenso mar» por Pomponio Mela y por Dionisio Periegeta, y cuyo nombres es Mare majus en los mapas medievales.
Al final del Okeanos Potamos estaba la isla sagrada de Alba (Leuke, Pytho Nisi o Isla de las Serpientes), consagrada al pelasgo (y luego también griego) Apolo, que saluda al sol naciente del este. Hecateo de Abdera alude a la isla de Apolo desde la región de los hiperbóreos, en el Océano. Fue en Leuke, en una versión de su leyenda, donde el héroe Aquiles fue enterrado en un túmulo (hasta la actualidad, una de las desembocaduras del Danubio se llama Quilia).